# شهرستان توماس (کانزاس)
شهرستان توماس، کانزاس (به انگلیسی: Thomas County, Kansas) شهرستانی در ایالات متحده آمریکا است که در کانزاس واقع شده‌است.